# 앨리 클라크
앨프레드 앨로이셔스 "앨리" 클라크(Alfred Aloysius "Allie" Clark, 1923년 6월 16일 ~ 2012년 4월 2일)는 미국의 전 프로 야구 선수이다. 메이저 리그 베이스볼(MLB)에서 우익수로 활약하였으며, 7시즌 동안 뉴욕 양키스, 클리블랜드 인디언스, 필라델피아 애슬레틱스, 시카고 화이트삭스에서 뛰었다. 통산 성적은 358경기에서 타율 .262, 32홈런, 149타점을 기록했다.
뉴저지주 사우스앰보이에서 태어나서 자라 그곳에서 세인트메리스 고등학교를 다녔으며, 졸업 후 뉴욕 양키스 구단에 입단했다. 6시즌 동안 마이너 리그를 전전하다가 제2차 세계 대전에 참전했다. 1947년 메이저 리그에 데뷔해 그해 뉴욕 양키스에서 뛰었고, 이후 4년간 클리블랜드 인디언스에서 뛰었다. 양키스의 1947년 월드 시리즈 우승과 인디언스의 1948년 월드 시리즈 우승을 경험했다. 이후 필라델피아 애슬레틱스와 시카고 화이트삭스 등지를 거쳤고, 1958년까지 마이너 리그에서 뛰었다. 선수 생활을 마친 뒤에는 고향으로 돌아가 그곳에서 살다가 2012년 사망했다.